# R-17 (Montenegro)
De R-17 of Regionalni Put 17 is een regionale weg in Montenegro. De weg loopt van Ulcinj naar Ada en is 14 kilometer lang.